# Sainte-Hélène aux Jeux du Commonwealth
Le territoire de Sainte-Hélène, Ascension et Tristan da Cunha participe sous le nom de Sainte-Hélène aux Jeux du Commonwealth. Ce territoire britannique d'outre-mer envoie pour la première fois une petite délégation aux Jeux de 1982 à Brisbane : deux nageurs, et un athlète courant le 1 500 mètres. Absents aux trois Jeux qui suivent, les athlètes de Sainte-Hélène effectuent leur retour en 1998, et ont participé à toutes les éditions des Jeux depuis cette date. Avec une population de 6 500 habitants (dont 3 900 à Sainte-Hélène même), le territoire n'envoie que de petites délégations aux Jeux, et n'a encore jamais remporté de médaille,. 
L'île Sainte-Hélène, connue surtout comme lieu d'exil de Napoléon Bonaparte, est l'un des territoires les plus isolés du Commonwealth des Nations. Située à quelque 1 900 km de l'Angola, en plein océan Atlantique, elle n'est accessible que par bateau, en attendant l'ouverture d'un aéroport prévue en 2016. Aux Jeux de 2014 à Glasgow, ses athlètes ont ainsi mis dix jours à rejoindre le site de la compétition, dont un voyage de cinq jours sur un bateau de la Royal Mail,,.

## Athlètes
| Année | Athlètes masculins                                                                                 | Discipline                                                                 | Athlètes féminins                | Discipline |
| ----- | -------------------------------------------------------------------------------------------------- | -------------------------------------------------------------------------- | -------------------------------- | ---------- |
| 1982  | Brian Yon Gavin Knipe                                                                              | Athlétisme · Natation                                                      | Caroline Lawrence                | Natation   |
| 1986  | absents                                                                                            | absents                                                                    | absents                          | absents    |
| 1990  | absents                                                                                            | absents                                                                    | absents                          | absents    |
| 1994  | absents                                                                                            | absents                                                                    | absents                          | absents    |
| 1998  | Simon Henry Patrick Young                                                                          | Tir · Tir                                                                  | -                                | -          |
| 2002  | Colin Knipe Reginald Legg                                                                          | Tir · Tir                                                                  | -                                | -          |
| 2006  | Errol Duncan Simon Henry Mario Yon Kyle Tingler                                                    | Athlétisme · Tir · Tir · Natation                                          | -                                | -          |
| 2010  | Carlos Yon Cyril Leo Colin Knipe                                                                   | Tir · Tir · Tir                                                            | -                                | -          |
| 2014  | Lee Yon Ryan Benjamin Duane March Vernon Smeed Simon Henry Jordie Andrews Patrick Young Ben Dillon | Badminton · Badminton · Badminton · Badminton · Tir · Tir · Tir · Natation | Chelsea Benjamin Madolyn Andrews | Tir · Tir  |